# 李骥 (台灣音樂人)
李驥（1966年8月26日—) ，男，台灣歌手、前優客李林團員。